# 50時間テレビ
『50時間テレビ』（ごじゅうじかんてれび）とはテレビ朝日開局50周年記念の一環として2009年1月30日から2月8日の10日間、毎日5時間、計50時間にわたって放送された特別番組の冠タイトルである。

## 概要
2009年2月1日にテレビ朝日（開局時は「日本教育テレビ（NET）」）が開局50周年となることを記念し、その日を含む前後10日間に19時台から23時台にかけて毎日5時間程度放送された。他局の「○○時間テレビ」と呼ばれる番組とは異なり、複数日に分割して放送された。内容は報道からバラエティ・音楽・ドラマ・映画・アニメまでさまざまなジャンルが編成された。
番組は基本的にテレビ朝日系列フルネット24局で全国ネットで放送され、通常編成の場合一部の地域で別番組（『ナイトinナイト』および『探偵!ナイトスクープ』、『水曜どうでしょうClassic』など）に差し替えられている平日23時台についてもフルネットで放送された。
『今夜だけ タモリ倶楽部スペシャル』を除き全てハイビジョン制作。
テレビ朝日での放送に関して、CM明けに表示されるロゴマークが50時間テレビ特別仕様となっていた。このロゴマークは、『徹子の部屋』・『世界の車窓から』では全国送出された（『世界の車窓から』はテレビ朝日と同時ネット局に限る）。
また、1月30日に放送した『ミュージックステーションSPECIAL』で出演者のほとんどがスーツ姿で登場したため、司会のタモリが「スーツ率が高い」と発言した。そのほかの番組でもスタジオでの生放送や収録での出演者のスーツ率が高かった。
また、この期間中の『報道ステーション』のオープニング映像には、「50時間テレビ」と書かれたロゴマークが入れられていた。
この特番期間中の平日は、午後7時から3時間を第1部、『報道ステーション』をはさみ午後11時台に1時間の第2部という2部制の特番を編成した。これは『ニュースステーション』の開始以降、午後10時台に帯のニュース番組を放送し、3時間以上の特番を編成しづらかったテレビ朝日にとっては画期的な方法であった。この方法が成功して以降、ネオバラエティ枠の番組を「ネオバラ祭り」として"3＋1時間の特番（ゴールデン3時間＋通常のネオバラ枠）"での放送が行われるようになった。

## 放送番組
断りがない限りは2009年、テレビ朝日系列フルネット24局同時ネット。
※各番組の視聴率は関東地区（ビデオリサーチ調べ）。太字は期間中の各番組最高視聴率。「報道ステーション」は期間中の最高視聴率のみを表記。

### 「50時間テレビ」冠番組
| 番組タイトル | 放送日時                                              | 視聴率                          | 備考                                                                |
| --- | ----------------------------------------------------- | ------------------------------- | ------------------------------------------------------------------- |
| MUSIC STATION SPECIAL もう一度聴きたい昭和・平成の名曲ベスト100×2!                                                             | 1月30日 19:00-21:48                                   | 15.2％                          | 「報道STATION」の古舘伊知郎がオープニングとエンディングに特別出演。 |
| 今夜だけ タモリ倶楽部スペシャル                                                                                                | 1月30日 23:15-24:10                                   | 13.3％                          | 「タモリ倶楽部」初の傑作選を放送。                                  |
| ビートたけしのTVタックル緊急リポート特番!! 発見!!ニッポンの頭痛                                                                | 1月31日 19:00-20:54                                   | 10.4％                          |                                                                     |
| SmaSTATION!!Presents SMAP☆がんばりますっ!!                                                                                     | 1月31日 21:00-24:09                                   | 20.2％                          |                                                                     |
| よゐこの無人島0円生活 | 2月1日 18:30-20:54                                    | 12.0％                          |                                                                     |
| 日曜洋画劇場 『パイレーツ・オブ・カリビアン/デッドマンズ・チェスト』                                                           | 2月1日 21:00-23:39                                    | 19.8％                          |                                                                     |
| クイズプレゼンバラエティー Qさま!! 超プレッシャーSTUDY（第1部） Qさま!!CLASSIC!（第2部）                                       | 2月2日 19:00-21:48（第1部） 23:15-24:10（第2部）      | 16.1％（第1部） 12.4％（第2部） |                                                                     |
| ロンドンハーツ!!!! 50年に1人の勘違い男、ボク芸人やめますスペシャル（第1部） ぷらちなロンドンブーツ復活スペシャル（第2部）      | 2月3日 19:00-21:48（第1部） 23:15-24:10（第2部）      | 12.9％（第1部） 12.5％（第2部） | 第2部のタイトルは便宜上付けたもので正式なものではない。             |
| クイズ雑学王スペシャル 雑学の50年に挑戦!史上最強の芸能人No.1決定戦!!（第1部） 芸人No.1決定戦!こっちは生放送スペシャル（第2部） | 2月4日 19:00-21:48（第1部） 23:15-24:10（第2部）      | 12.5％（第1部） 10.2％（第2部） |                                                                     |
| いきなり!黄金伝説。 芸能人節約バトル 1ヶ月1万円生活スペシャル（第1部） もう一度見たい伝説ベスト50スペシャル（第2部）           | 2月5日 19:00-21:48（第1部） 23:15-24:10（第2部）      | 15.7％（第1部） 12.5％（第2部） |                                                                     |
| ドラえもんスペシャル 『映画・ドラえもん のび太と緑の巨人伝』                                                                   | 2月6日 19:00-20:54                                    | 12.1％                          | 本編の一部シーンをカットして放送された。                            |
| テレビ朝日が伝えた伝説のスポーツ名勝負 〜いま明かされる舞台裏の真実〜                                                          | 2月7日 19:00-20:54                                    | 12.6％                          |                                                                     |
| あのシーンをもう一度!伝説の高視聴率 超大ヒット人気番組ぜ〜んぶ見せます!スペシャル（第2部）                                     | 2月8日 18:30-20:54                                    | 10.6％                          |                                                                     |
| ドラマスペシャル『警官の血』                                                                                                   | 2月7日 21:00-23:31（前編） 2月8日 21:00-23:24（後編） | 14.0％（前編） 15.7％（後編）   |                                                                     |
| 報道STATION | 1月30日、2月2日-6日 21:54-23:10                       | 17.3％（3日）                   | 50周年記念にちなんだ特集を放送。                                    |
| easy sports | 1月30日、2月2日-6日                                   |                                 | テレビ朝日女性アナウンサーが出演。                                  |
| 世界の車窓から | 期間中毎日                                            |                                 | 「世界一シリーズ」を放送。                                          |

通常放送
以下の番組は通常放送なので、「50時間テレビ」に含む場合と含まない場合がある。ドラマに関しては、2週連続の休止を避けるため放送された。
| 番組タイトル                | 放送日時                  | 視聴率 | 備考            |
| --------------------------- | ------------------------- | ------ | --------------- |
| 必殺仕事人2009              | 2月6日 21:00-21:54        | 10.9%  | ABCと共同制作。 |
| 歌のおにいさん              | 2月6日 23:15-24:10        | 11.6%  |                 |
| 都のかほり                  | 1月30日、2月2日-6日       |        |                 |
| ANNニュース・あすの空もよう | 1月31日、2月1日、7日、8日 |        |                 |

### 50周年記念関連番組
19時台から23時台に放送されていないため「50時間テレビ」には含まれないが、50時間テレビと一体的に放送された特別番組。
| 番組タイトル                                                                                          | 放送日時           | 視聴率 | 備考                  |
| --- | ------------------ | ------ | --------------------- |
| “ニュースの記憶” 〜あの頃あの時あなたは…報道50年映像全史〜                                            | 2月1日 14:05-17:25 |        |                       |
| 日曜ワイド あのシーンをもう一度!伝説の高視聴率 超大ヒット人気番組ぜ〜んぶ見せます!スペシャル（第1部） | 2月8日 15:30-17:25 |        | 当日夜の第2部と連動。 |

### その他特集番組
基本的には番組宣伝を目的としているが、一部本編にない内容を扱う場合もあった（スポーツ蔵出しSPなど）。
| 番組タイトル                                                                                | 放送日時               | 視聴率 | 備考 |
| ------------------------------------------------------------------------------------------- | ---------------------- | ------ | --- |
| サンデープレゼント 「TVお宝名場面㊙検定 懐かし秘蔵映像クイズ 人気番組のウラ側全部見せます」 | 1月25日 14:00-15:25    |        | テレビ朝日アナウンサーが多数出演し、過去の番組を振り返る。 |
| 爆笑問題の検索ちゃん テレビ朝日開局50周年おめでとうSP                                       | 1月30日 24:15-25:15    |        | 1時間に拡大。 |
| スペシャルな午後 「最強名場面㊙ウラ側教えますSP」                                           | 1月31日 13:59-15:25    |        | |
| ドスペ2 「50時間テレビ記念!No.1テレ朝っ子芸人グランプリ」                                   | 1月31日 24:45-25:40    |        | |
| 徹子の部屋                                                                                  | 2月2日-6日 13:20-13:55 |        | 放送当日の『50時間テレビ』出演タレントや50周年にちなんだゲストが登場。2月2日はさまぁ〜ず・優香、3日はロンドンブーツ1号2号、4日は爆笑問題、5日はココリコ、6日は小宮悦子（テレビ朝日と同い年）。 |
| スペシャルな午後 「懐かしのスポーツ㊙蔵出しSP」                                             | 2月7日 13:59-15:00     | 5.6％  | 当日夜の『伝説のスポーツ名勝負』の宣伝。 |

## 備考
- 1月30日の『ミュージックステーションSPECIAL』の冒頭では、開局当日の大川博・東映総裁（当時）によるNET開局挨拶のフィルム映像が放送された。また『爆笑問題の検索ちゃんSP』でもNET開局を告げる当時のテロップフィルム映像が流れた。
- 2月1日放送の『炎神戦隊ゴーオンジャー』の冒頭においてゴーオンレッド（声：古原靖久）、ゴーオンブルー（声：片岡信和）、ゴーオンイエロー（声：逢沢りな）が、『仮面ライダーディケイド』の冒頭ではディケイド（声：井上正大）が登場し、それぞれテレビ朝日開局50周年の記念日である旨を紹介した。